# Trégon
Trégon korábbi község Franciaországban, Côtes-d’Armor megyében. Lakosainak száma 269 fő (2018. január 1.). Trégon Créhen, Ploubalay és Saint-Jacut-de-la-Mer községekkel határos.
2017. január 1-jén Ploubalay és Plessix-Balisson korábbi községgel egyesült és az így létrejött Beaussais-sur-Mer új község része lett.

## Népesség
A település népessége az elmúlt években az alábbi módon változott:
| Lakosok száma | 240  | 253  | 249  | 259  | 260  | 244  | 249  | 254  | 263  | 269  |
|               | 1968 | 1975 | 1982 | 1990 | 1999 | 2011 | 2013 | 2015 | 2017 | 2018 |